# Château des Lutz
Le Château des Lutz est un château français situé à Daon, dans le département de la Mayenne et la région des Pays de la Loire. 

## Désignation
- Bois des Luz, 1457 (Archives nationales, P. 337/2)
- Les Lutz, ferme (Carte de Cassini).
- L'Abbé Angot indique que l'on prononce Leus.

## Histoire
Il s'agissait d'un mouvant de Daon.  Le fief et domaine relevait de Cormeray (Daon). 
C'est un château du XIXe siècle, composé de deux corps en équerre, terrasse sur galerie au premier étage. La maison bourgeoise, successivement agrandie par Romain Lemotheux, puis par Émile Martinet, appartient à la fille de ce dernier à la fin du XIXe siècle, Mme veuve André Joubert.

## Sources et bibliographie
- « Château des Lutz », dans Alphonse-Victor Angot et Ferdinand Gaugain, Dictionnaire historique, topographique et biographique de la Mayenne, Laval, A. Goupil, 1900-1910 [détail des éditions] (BNF 34106789, présentation en ligne)